# كيفن كوين (صحفي رياضي)
كيفن كوين هو صحفي رياضي كندي، ولد في 23 يناير 1958 في وينيبيغ في كندا.